# 서울잠동초등학교
서울잠동초등학교(서울蠶洞初等學校)는 대한민국 서울특별시 송파구에 있는 공립 초등학교이다.

## 학교 연혁
| 1980.5.20 서울잠동초등학교 설립인가, 1980. 9. 29 개교(39학급) |                                                             |
| 2019. 08                                                      | 책뜨락 인테리어 -> 글빛뜨락 개관                            |
| 2018. 03. 01                                                  | 32 학급. 입학생 131명(남60명, 여71명)                       |
| 2018. 02. 12                                                  | 제37회 졸업식(졸업생 121명)                                 |
| 2017. 12. 30                                                  | 2018학년도 서울교대 교육실습 협력학교 지정                  |
| 2017. 12. 30                                                  | 2017학년도 학생건강증진 우수기관 부총리겸 교육부장관상 표창 |
| 2016. 12. 30                                                  | 생활교육 우수학교 교육장 표창                               |
| 2016. 12. 30                                                  | 진로교육 실천사례 우수학교 교육감 표창                      |
| 2016. 09. 28                                                  | 과학실과실 개관                                             |
| 2016. 09. 28                                                  | 꿈뜨락(다목적 시청각실) 개관                                |
| 2016. 2. 12                                                   | 화장실 변기 및 타일 교체                                    |
| 2015. 12. 31                                                  | 학부모학교교육 우수학교 교육장 표창                         |
| 2015. 12. 30                                                  | 자치활동 운영 우수학교 교육장 표창                          |
| 2015. 12. 24                                                  | 서울독서교육대상 교육감 표창                                |
| 2015.09. 01                                                   | 제11대 김경신 교장 취임                                     |
| 2015. 08. 31                                                  | 교실 창호 안전대 설치                                       |
| 2015. 08. 01                                                  | 본관 옥상 방수공사(6개 교실)                                |
| 2015. 08. 01                                                  | 교사동 뒤 주차장 바닥개선 공사                              |
| 2015. 07. 01                                                  | 강당 조명(LED) 교체                                         |
| 2015. 06. 30                                                  | 급식실 취반기 및 세척기 교체                                |
| 2015. 04. 30                                                  | 국기게양대 교체                                             |
| 2015. 02. 28                                                  | 교실 및 특별실 블라인드 교체, 교실 다목적 수납장 설치       |
| 2014. 12. 31                                                  | 교육과정 운영 우수학교 교육감 표창                          |
| 2014. 12. 24                                                  | 학교도서관 활성화 우수학교 교육감 표창                      |
| 2014. 10. 10                                                  | 서울시교육감배 학교스포츠클럽 플로어볼(여초) 2위            |
| 2014. 08. 01                                                  | 교사 내부 도장 공사                                         |
| 2014. 06. 14                                                  | 운동장 마사토 및 분진 정비공사                              |
| 2014. 03. 01                                                  | 서울특별시교육청 지정 인성교육 시범학교                     |
| 2014. 02. 28                                                  | 컴퓨터실 리모델링 개관(4층)                                 |
| 2014. 02. 28                                                  | 2013학년도 학교평가 우수학교 교육감 표창                    |
| 2014. 02. 01                                                  | 체육관 바닥개선 공사 및 블라인드 설치                       |
| 2013. 12. 26                                                  | 정직,약속,용서 프로젝트 우수학교 교육감 표창                |
| 2013. 11. 22                                                  | 법무부지정 법사랑 인성체험교육 우수학교                     |
| 2013. 10. 29                                                  | 서울시교육감배 학교스포츠클럽 핸드볼대회 본선 준우승        |
| 2013. 09. 25                                                  | 우유급식 최우수학교 교육부장관상 표창                       |
| 2013. 08. 01                                                  | 학교폭력예방교육 브로셔활용 우수사례 공모전 우수상 표창     |
| 2012. 09. 17                                                  | 학교 외벽 도장공사 및 파라펫 방수공사                       |
| 2011. 11. 21                                                  | 본관과 별관 연결통로 완공                                   |
| 2011. 04. 29                                                  | 제10대 방명숙 교장 취임                                     |
| 2011. 02. 28                                                  | 컴퓨터실 리모델링 개관(3층)                                 |
| 2010. 10. 17                                                  | 보건실 환경개선 완료                                        |
| 2010. 09. 15                                                  | 학생사물함 설치(37학급)                                     |
| 2009. 12. 31                                                  | ICT 활용교육 우수학교 표창(교육감)                          |
| 2009. 12. 30                                                  | '클린 강동교육' 우수학교 표창(교육감)                       |
| 2009. 09. 24                                                  | 음악실 및 학습자료 지원실 공사                              |
| 2009. 06. 18                                                  | 학교 교문 설치                                              |
| 2009. 06. 09                                                  | 본관동 옥상 방수공사                                        |
| 2008. 12. 13                                                  | 학교경영 최우수 학교 표창(교육감)                           |
| 2008. 12. 13                                                  | 방과후교육 최우수학교 표창(교육감)                          |
| 2008. 10. 31                                                  | 영어체험실 개관                                             |
| 2007. 08∼11                                                   | 본관 및 별관 창호 교체                                      |
| 2007. 02. 07                                                  | 다목적강당 개관                                             |
| 2005. 09. 16                                                  | 과학실 및 자료실 현대화사업                                 |
| 2005. 03. 01                                                  | 서울특별시교육청 평가방법개선 연구학교 지정                 |
| 2004. 12. 02                                                  | 숙직실 환경개선 공사 및 암석원 설치(독지가 기증)            |
| 2003. 10. 29                                                  | 잠동도서실 "책뜨락" 개관                                    |
| 2001. 03. 01                                                  | 환경부후원 서울시교육청 환경보전시범학교 지정               |
| 1995. 09. 12                                                  | 급식실 개관                                                 |
| 1988. 12. 03                                                  | 과학교육 우수학교 표창                                      |
| 1984. 12. 24                                                  | 새마을 운동 우수학교 표창(서울시 교육감)                    |
| 1983. 10. 28                                                  | 국민정신교육 실천 우수학교 표창                             |
| 1980. 08. 01                                                  | 초대 안준선 교장취임                                        |

- (출처: 서울 잠동초등학교 홈페이지 학교연혁) 보관됨 2019-01-20 - 웨이백 머신

## 참고 자료
- 서울잠동초등학교 - 한국교육학술정보원 학교알리미